# 查尔玛乡
查尔玛乡，是中华人民共和国四川省阿坝藏族羌族自治州红原县下辖的一个乡镇级行政单位。

## 行政区划
查尔玛乡下辖以下地区：
达尔龙村、什龙村和牧业村。